# Pollock (Missouri)
Pollock – wieś w Stanach Zjednoczonych, w stanie Missouri, w hrabstwie Sullivan.